# Тачанка з півдня
«Тачанка з півдня» (рос. «Тачанка с юга») — радянський художній фільм 1977 року режисера Євгена Шерстобитова. Екранізація однойменної повісті Олександра Варшавера.

## Сюжет
УНР, радянсько-українська війна. Для знищення отамана однієї з білогвардійських банд Аркадьєва співробітники ЧК організовують операцію «Тачанка з півдня». Досвідчений чекіст Бардін на прізвисько Борода і його юний помічник Саша під виглядом посланців від барона Петра Врангеля проникають у загін Аркадьєва. Одночасно інший чекіст Пироженко, що видає себе за спекулянта, повинен убити союзника отамана — бандита Сірого.

## У ролях
- Станіслав Коренев —  Бардін
- Олександр Стрігалёв —  Шура
- Георгій Дворніков —  Пироженко
- Віктор Степаненко —  Сірий
- Дмитро Миргородський —  Олександр Аркадьєв, отаман-білогвардієць
- Артур Ніщонкін —  Кузьма
- Микола Гудзь
- Валерій Панарін

## Творча група
- Автори сценарію: Ігор Болгарин, Віктор Смирнов
- Режисер-постановник: Євген Шерстобитов
- Оператор-постановник: Михайло Чорний
- Художник-постановник: Валерій Новаков
- Композитор: Ігор Шамо
- Звукооператор: Володимир Сулімов
- Оператори: Л. Кравченко, В. Пономарьов
- Художник по костюмах: Галина Фоміна
- Художник-гример: Василь Гаркавий
- Редактор: Валентина Ридванова
- Режисер з монтажу: Алла Голубенко
- Директор фільму: Григорій Чужий